# Manhuaçu
Manhuaçu est une municipalité brésilienne de l'État du Minas Gerais et la microrégion de Manhuaçu. Cette ville est la capitale du café cultivé en montagne.